# Грузчик

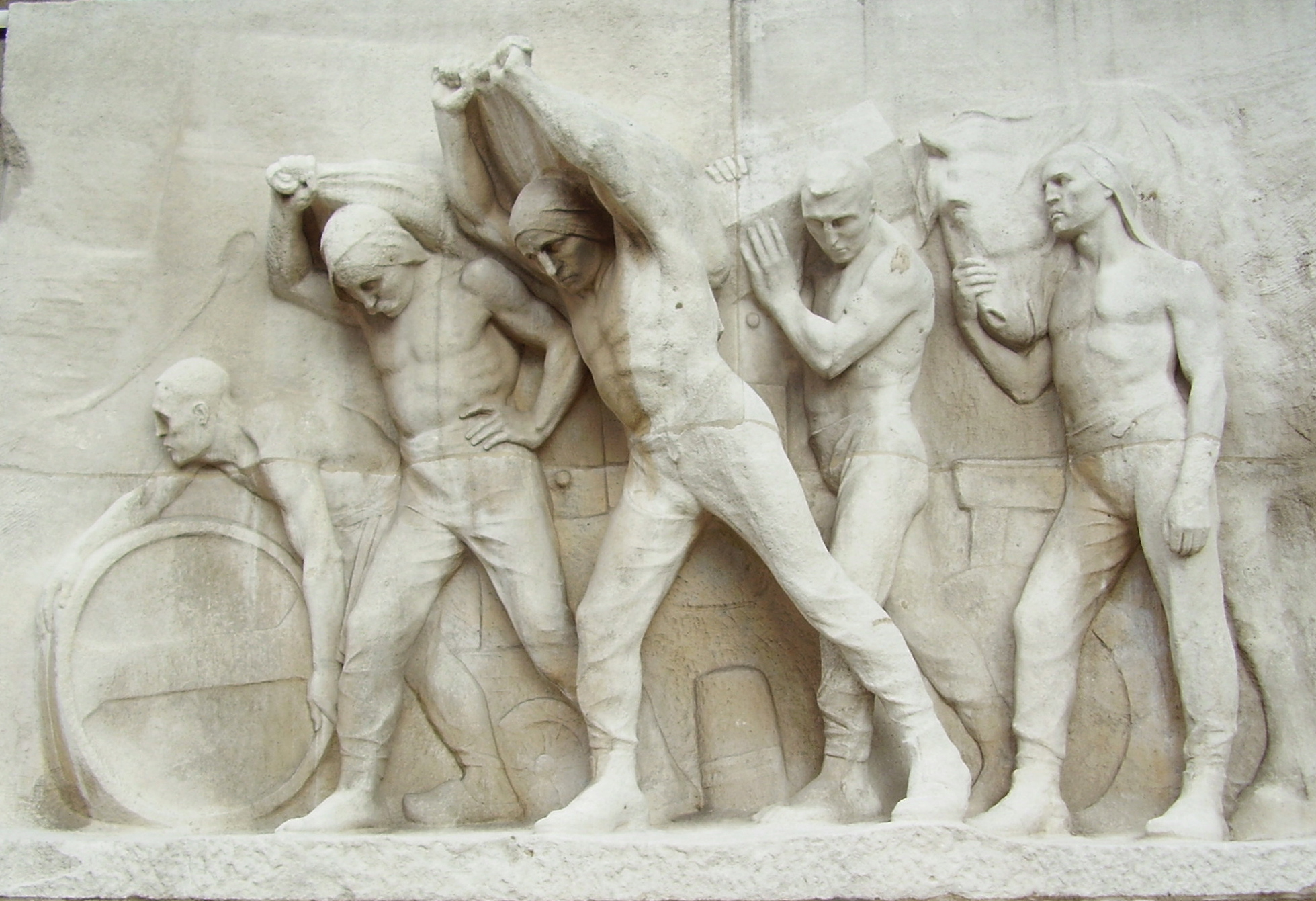
Барельеф «На работе, Брюссель — докеры» работы Константина Менье

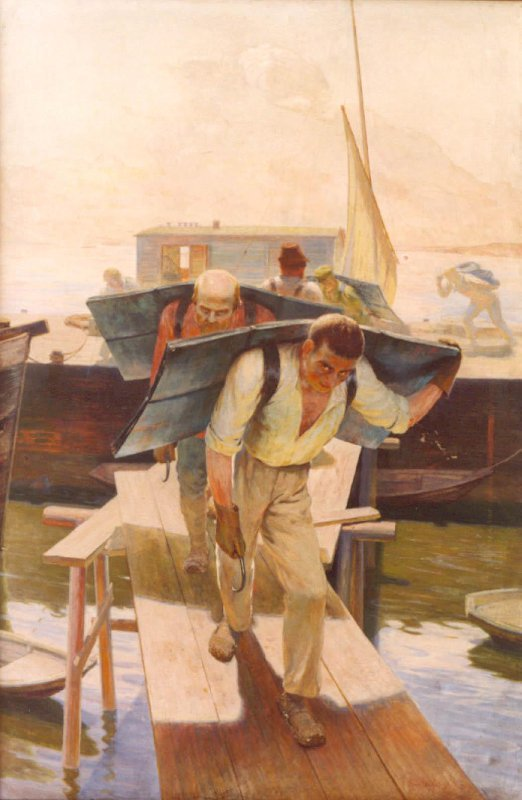
«Грузчики на Волге», картина Григоря Медведева (1929)

Гру́зчик — профессия, в которой используется преимущественно только мускульная физическая сила человека для выполнения разных рабочих операций по перемещению грузов: погрузки, выгрузки, кантования, перекатывания и подъёма.
Ошибкой было бы считать, что грузчику нет необходимости в какой бы то ни было квалификации, так как в современном мире грузчик обязан быть не только сильным и выносливым, но и обладать водительскими навыками управления погрузочной техникой (автокар, электрокар, механизированный погрузчик), чётко понимать основы физики такие как рычаг и силы, действующие на тело, навыками крановщика и такелажника (тельфер, ручная лебедка, и другое). Ложное мнение о низком интеллекте грузчика также ошибочно, поскольку грузчику приходится тщательно рассчитывать не только силу, но и различные способы закрепления грузов и другое. Профессиональный грузчик — это специалист, способный быстро оценить оптимальный алгоритм действий при погрузочно-разгрузочных работах и обеспечить максимальную безопасность выполняемого объёма работы.
Рабочие функции грузчиков:
- погрузка и выгрузка тяжёлых или крупногабаритных грузов;
- доставка, установка, монтаж и демонтаж различного бытового и профессионального оборудования и так далее;
- перемещение различных грузов в труднодоступных местах.

## Инструмент, приспособления и спецодежда, используемые грузчиками

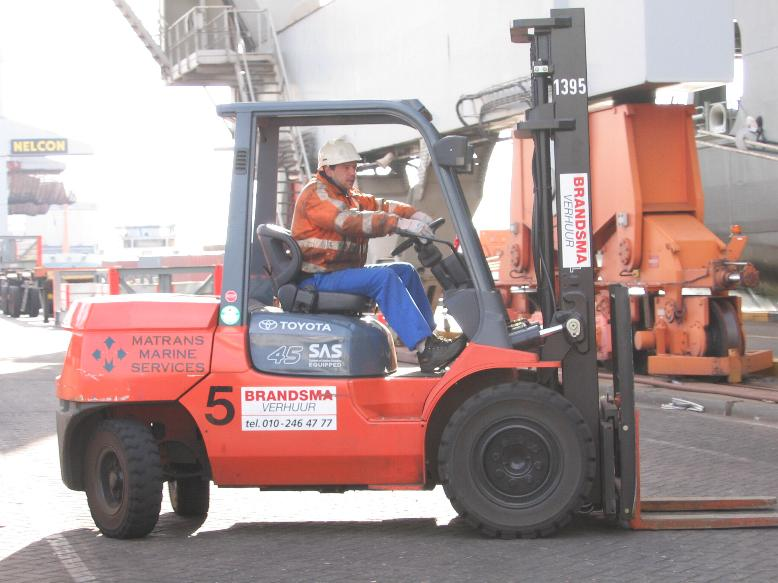

В зависимости от программы погрузочно-разгрузочных работ грузчики используют следующие инструменты и оборудование:
- тележка гидравлическая: транспортировщик поддонов;
- штабелёр;
- стретч-плёнка: популярный упаковочный материал;
- ломы всех типов;
- лопаты: при работе с сыпучими грузами;
- тросовые сцепки: при подъёмах или перемещении весьма тяжёлых грузов (выше уровня силы человека);
- верёвки: в различных случаях (сбор груза и так далее);
- цепи и фалы: для кантования и подъёма грузов;
- крюки: для захвата грузов;
- упаковочные материалы: скотч, бумага и другие для упаковки отправляемых грузов;
- кувалды и молотки: как вспомогательное оборудование и инструмент;
- лебёдки ручные и электрические: подъём и перемещение грузов;
- автокары и электрокары (они же автопогрузчики, электропогрузчики);
- вилочный погрузчик;
- грузоподъёмный стол;
- экзоскелет;
- тачки и тележки (для перемещения грузов).

### Спецодежда
- Перчатки;
- Респиратор или противогаз (при работе с вредными веществами и запалённом помещении)
- каска (если есть риск удариться головой)
- Светоотражающие жилеты (при работе ночью и при недостаточном освещении)
- Крепкие кожаные ботинки и сапоги;
- Эластичный бинт (для укрепления связок, предотвращает вывихи);
- Атлетический пояс (для предотвращения брюшной грыжи);
- Напульсники (для предотвращения вывиха и растяжения связок кисти)
- Налокотники и наколенники для предотвращения травм при падении.
- Брезентовый комбинезон;
- Брезентовая куртка;
- Ватник (работа в холодное время года);
- Шапка-ушанка (работа в холодное время года).
- Шапка вязаная (для работы в более тёплое время года)

## Требования к профессии грузчика
Основными требованиями к профессии грузчика являются:
- Уровень физической силы и состояния здоровья выше средних показателей (спортивная форма).
- Выносливость.
- Навыки работы с погрузочной техникой.

## Применение труда грузчиков
Профессия грузчика широко применяется и востребована с древнейших времен и до наших дней. Распространена во всех без исключения странах на всех континентах.
Объекты, на которых применялся и применяется труд грузчиков наиболее широко:
- Суда (судорабочий)[1], лодочники-грузчики при почтовых пароходах[2];
- Морские и речные порты;
- Железнодорожные и автовокзалы;
- Крупные магазины;
- Склады;
- Заводы и добывающие предприятия;
- Рыболовецкие компании;
- Транспортные компании всех типов;
- Космодромы и аэропорты;
- Строительные компании;
- Таможня;
- Почта;
- и так далее.

## Виды грузчиков по специализации
- Такелажники — специализируются на погрузке крупногабаритных, нестандартных и тяжёлых грузов (например: рояль, сейф 300 кг, станки, тяжёлое оборудование и так далее). Обычно используют в своей работе вспомогательное снаряжение — такелажные ремни, тросы, погрузочные тележки.
- Грузчики-комплектовщики — упорядочивают, раскладывают и сортируют грузы/товары.
- Грузчики-экспедиторы — занимаются сопровождением груза при перевозке, отвечают за его сохранность, держат при себе документацию и накладные. На месте занимаются разгрузкой и погрузкой.
- Грузчики-разнорабочие — сотрудники с широким спектром обязанностей, включающим в себя погрузочно-разгрузочные работы, складские работы, сортировку, уборку территории и так далее. Выполняют на объекте все вспомогательные подсобные работы.
- Грузчики-сборщики — выполняют все обязанности обычного грузчика, а также обладают профессиональными навыками сборки/разборки мебели; на работу берут с собой необходимые инструменты.
- Упаковщики — подготавливают грузы к безопасной транспортировке; используют в своей работе различные упаковочные материалы (плёнка, коробки, стрейч-пленка и прочее); выполняют погрузочно-разгрузочные работы.
- Кладовщики — ответственные за работу склада. Занимаются приёмом и отпуском материальных ценностей, проверкой сопутствующих документов, ведут складскую документацию. При необходимости выполняют погрузочно-разгрузочные работы.

## Профессиональная нормативная лексика
- Ви́ра — поднимай!
- Ма́йна — опускай!
- Хорэ́ — стоп!

## Профессиональные заболевания и травмы
Профессия грузчика сопряжена с постоянной мышечной работой. Кроме того в работе грузчиков часты тяжёлые психологические нагрузки, всевозможные травмы. Необходимое регулярное питание, ежегодный отпуск, и медицинский контроль в значительной степени позволяют поддержать и сохранить здоровье грузчиков. Основные риски для здоровья:
- Простуды и обморожения.
- Болезни суставов.
- Растяжения мышц и сухожилий.
- Снижение остроты зрения вследствие нагрузок.
- Механические травмы.
- Остеохондрозы, радикулиты.
- Грыжи.

## В порту
В порту перевалкой грузов занимаются докеры (от англ. Docker). Отличия от работы грузчика в почти полной механизации труда. Грузы перегружаются и перемещаются с помощью грузоподъёмных механизмов, погрузчиков и так далее. В разных портах профессия называется по-разному: докер, портовый рабочий, докер-механизатор, механизатор. Руководитель погрузочно-разгрузочных работ, организующий работу докеров, называется стивидором.

## Профессия грузчика в искусстве
Профессия грузчика отражена в ряде кинофильмов советского кино, литературных произведениях и песнях и стихотворениях. Одесские грузчики, например, были широко известны в России тем, что были объединены в профессиональный союз и отстаивали свои интересы.
Профессия грузчика воспета в песне «Грузчик, грузчик парень работящий» в исполнении команды КВН «Станция спортивная» и в песне «Грузчик» проекта «Ядерная Зона».
От имени грузчиков исполняется песня группы Dire Straits «Money for Nothing», которая была удостоена премии «Грэмми» за лучшее вокальное рок-исполнение дуэтом или группой в 1986 году, а клип на неё стал первым из показанных на канале MTV Europe.
Также часто встречаются упоминания в народном фольклоре.

## Известные люди
Из рядов грузчиков вышло немало революционеров, спортсменов и политиков. Докером в Одесском порту работал музыкант Игорь Ганькевич, грузчиком работал атлет и борец Иван Поддубный, президент Киргизии К. Бакиев. Подрабатывал грузчиком в порту студент университета Мун Сон Мён. Стивидором в морском порту г. Владивостока работал народный депутат Украины Владислав Лукьянов.

## Другие названия профессии
В русском языке встречаются заимствованные из других языков слова, непосредственно обозначающие профессию грузчика, в особенности при описании портовой жизни в других странах:
- Кули — в Индии;

В Российской империи были также распространены названия грузчиков по типу их работы:
- Крючники переносили грузы на корабли на специальных приспособления, «крюках».
- Биндюжник
- Докер